# Textilimpex
Textilimpex – spółka z ograniczoną odpowiedzialnością z siedzibą w Łodzi. Zajmuje się eksportem, importem i dystrybucją szerokiej gamy artykułów tekstylnych, włókienniczych oraz surowców chemicznych. Świadczy także usługi najmu powierzchni biurowych i magazynowych, sal konferencyjnych oraz powierzchni wystawienniczej.

## Historia

### Polska Ludowa
W 1949 Minister Przemysłu i Handlu powołał w Łodzi do życia przedsiębiorstwo handlowe pod nazwą Centrala Importowa Przemysłu Włókienniczego „Textilimport”, a Minister Handlu Zagranicznego – przedsiębiorstwo państwowe „CETEBE” Centrala Eksportowo – Importowa Przemysłu Włókienniczego.
W czasach PRL Centrale Handlu Zagranicznego (CHZ) oraz Przedsiębiorstwa Handlu Zagranicznego (PHZ) posiadały rzadki przywilej prowadzenia obrotu gospodarczego w walutach wymienialnych, w szczególności handlu z podmiotami zagranicznymi. CHZ były więc obowiązkowymi pośrednikami we wszystkich kontaktach handlowych z zagranicą dla krajowych podmiotów gospodarczych. Większość przedsiębiorstw handlu zagranicznego posiadało quasi-monopol na handel zagraniczny w określonych branżach. Ze względu na swoją strategiczną rolę dla gospodarki, monopol na handel zagraniczny, związane z nim dochody oraz wynikające z nich możliwości podróży do krajów zachodnich dla pracowników, praca w tych przedsiębiorstwach uważana była powszechnie za prestiżową. 
W 1962 Minister Handlu Zagranicznego ustalił zakres działania Przedsiębiorstwa Handlu Zagranicznego „CETEBE”. Z początkiem 1963 eksport i import wyrobów gotowych został wyłączony z działalności „CETEBE” na rzecz Przedsiębiorstwa Handlu Zagranicznego „CONFEXIM”, w „CETEBE” pozostał handel towarami metrażowymi. Od chwili powołania Centrali Importowej Przemysłu Włókienniczego „Textilimport” jej siedziba znajdowała się w Łodzi. Pierwszą był obecny biurowiec TVP - pierwszy powojenny wieżowiec w Łodzi. Centrala dysponowała także magazynami przy ul. Niciarnianej oraz ul. Fabrycznej.
W 1971 „CETEBE”, „Textilimport” oraz „CONFEXIM” połączyły się tworząc Zjednoczone 	Przedsiębiorstwo Handlu Zagranicznego „Textilimpex”, które stało się następcą prawnym tych przedsiębiorstw. Od tego roku Spółka działa pod obecną nazwą i doskonale rozpoznawalnym znakiem firmowym. Kojarzone przez lata z Centralą Handlu Zagranicznego w Łodzi wieżowce powstały w 1976 w niedalekim sąsiedztwie dworca Łódź Fabryczna, na obszarze, przeznaczonym na tzw. „centrum biurowe”. Biurowce zostały wybudowane przez firmy dobrze prosperującego (jak na ówczesne czasy) przemysłu tekstylnego. Budynki początkowo należały do jednego właściciela, jednak wraz z upadkiem przemysłu tekstylnego, wieżowce zaczęły być wynajmowane innym firmom. W wieżowcu przy ul. Traugutta 25 do dziś znajduje się siedziba Textilimpexu.
Lata 60. i 70. przyniosły firmie sukcesy w dziedzinie handlu zagranicznego. W czasach świetności Textilimpex posiadał filie w najdalszych zakątkach świata – w Australii, ZSRR, Kanadzie, Libanie, USA.
W 1977 Zjednoczenia Branżowe otrzymały ograniczone uprawnienia do prowadzenia handlu zagranicznego, w związku z czym z handlowego asortymentu „Textilimpex” wyłączone zostały wyroby odzieżowe i dziewiarskie, które przejęły nowo powstałe firmy-spółki: Biuro Handlu Zagranicznego „Textilimpex-Confexim” i Biuro Handlu Zagranicznego „Textilimpex-Tricot”.
W 1982 „Textilimpex” przekształcił się w Spółkę z ograniczoną odpowiedzialnością. 

### III Rzeczpospolita
W latach 90. firma przeszła kolejną transformację mającą na celu stworzenia struktury holdingowej. W efekcie przemian w 1992 z Textilimpexu wydzielone zostały spółki: „CETEBE”, „CONTRI”, „GLOBE”, „GOBELIN”, „SURMACO”.
W związku ze zmianą realiów gospodarczych po 1989, Spółka poszukiwała nowego miejsca na rynku. Był to okres podejmowania intensywnych działań mających na celu skonstruowanie długoletniej strategii firmy. Ukierunkowania jej na rozwój w obszarach dotychczasowej aktywności oraz związanych z branżami i rynkami, na których „TEXTILIMPEX” dotąd nie działał – w szczególności rynku artykułów chemicznych.